# Alarico da Silveira
Alarico da Silveira (São Paulo, 11 de janeiro de 1875 – Rio de Janeiro, 5 de março de 1943) foi um jornalista brasileiro.
Casou com Dinorá Ribeiro Silveira, com quem teve a filha Diná Silveira de Queirós, escritora e membro da Academia Brasileira de Letras.
Em 1920 assumiu a Secretaria do Interior de São Paulo, a convite do presidente estadual Washington Luís. Em novembro de 1926, logo após a posse de Washington Luís na presidência da República, foi nomeado secretário da Presidência da República.